# Tillandsia paraensis
Tillandsia paraensis är en gräsväxtart som beskrevs av Carl Christian Mez. Tillandsia paraensis ingår i släktet Tillandsia och familjen Bromeliaceae. Inga underarter finns listade i Catalogue of Life.

## Bildgalleri

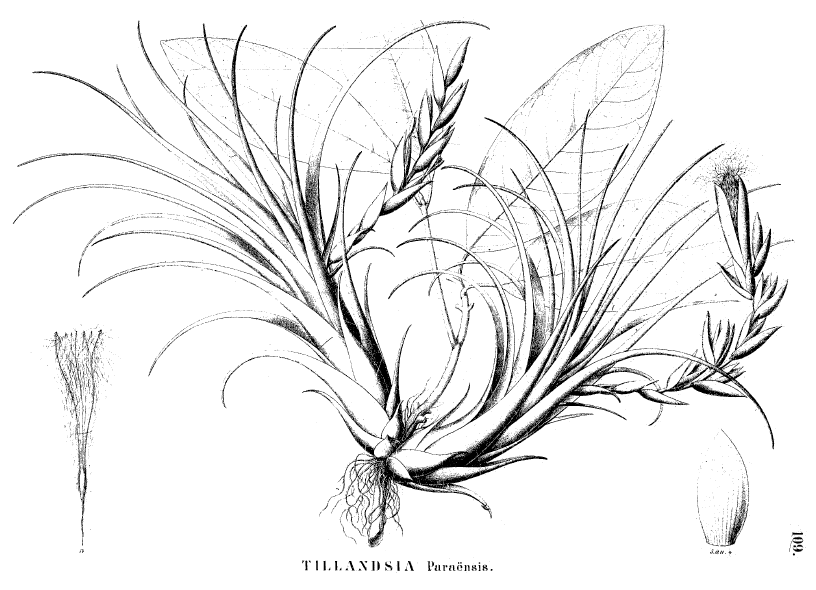